# Isla Agattu
Agattu es una isla localizada en el archipiélago de las islas Near, en el extremo occidental de las islas Aleutianas, pertenecientes a Alaska. Con una superficie de 221,593 km², Agattu es una de las islas deshabitadas más grandes de las Aleutianas. Agattu es la segunda isla más grande de las islas Near, después de las isla Attu. Es una isla volcánica y considerablemente montañosa. La isla, sin árboles, presenta un terreno tundroso que alcanza una altura máxima de 632 m s. n. m.
Agattu alberga 7 grandes colonias de aves marinas, con una población aproximada de 66.000 aves. Alrededor del 1% de la población total del frailecillo de cola grande (Fratercula cirrhata) nidifica en esta isla.